# ケイト・マッキノン
ケイト・マッキノン（Kate McKinnon, 1984年1月6日 - ）は、アメリカ合衆国のコメディアン、女優。

## 来歴
1984年1月6日、ニューヨーク州、シー・クリフに生まれる。父親は建築家だったが、マッキノンが18歳の時に他界した。2002年に高校を卒業後、コロンビア大学へ進学して演劇を専攻し、2006年に卒業した。在学中にコメディ集団を結成しており、卒業後はアメリカ国内でデジタルチャンネルとして知られるLOGO TV製作のコメディ番組『Big Gay Sketch Show（原題）』へ出演してコメディアンデビューを飾った。同番組には2010年までの4年間レギュラーキャストとして様々な役柄を演じ、2012年からは全米放送のライブ・バラエティ番組『サタデー・ナイト・ライブ』のレギュラーキャストに抜擢されている。
『サタデー・ナイト・ライブ』では、コメディアンのジェーン・リンチやTVホストのエレン・デジェネレス、政治家のヒラリー・クリントンから女優のジョディ・フォスター、さらには男性歌手のジャスティン・ビーバーに至るまで幅広いものまねも披露し、一躍人気を得てコメディアンとしての確固たる地位を確立した。有名人以外にも、怪しいアクセントの外国人女性などを演じたコントで番組を盛り上げている。さらにデジェネレスとはものまねの衣装で本人との共演も果たした。同番組でのコメディアンとしての才能が認められ、プライムタイム・エミー賞へ数回ノミネートされているほか、2014年には栄誉あるコメディアンに贈られるアメリカン・コメディ・アワードを授与された
コメディアンとしての地位を確立した後は俳優や声優としての活動も活発化させており、人気アニメシリーズ『ファミリー・ガイ』や『ザ・シンプソンズ』などへの声のゲスト出演もしている。1984年にアイバン・ライトマン監督、ビル・マーレイ、ダン・エイクロイドらが出演して大ヒットを記録したSFコメディ『ゴーストバスターズ』のリブート版で、チームメンバーの設定を女性に一新した2016年版の『ゴーストバスターズ』では、古巣の『サタデー～』でも共演経験があるクリステン・ウィグらと共にメインキャストとして出演し、メンバーの一員で原子力に精通したジリアン・ホルツマンを演じている。

### 私生活
レズビアンであることを公表しており、『サタデー・ナイト・ライブ』の新旧レギュラーの中で、オープンに同性愛者であることを公表している最初のメンバーとなった。

## 出演作品

### 映画
| 年   | 邦題/原題                                                   | 役名                    | 備考       |
| ---- | ----------------------------------------------------------- | ----------------------- | ---------- |
| 2012 | My Best Day                                                 | ヘザー                  |            |
| 2012 | Hannah Has a Ho-Phase                                       | ニッキー                |            |
| 2014 | ライフ・パートナーズ Life Partners                          | トレース                |            |
| 2014 | しゃかりきにフットボール Balls Out                          | ヴィッキー              |            |
| 2015 | テッド2 Ted 2                                               | 本人役                  | カメオ出演 |
| 2015 | スタテン・アイランド・サマー Staten Island Summer           | ミセス・バンディーニJr. |            |
| 2015 | シスターズ Sisters                                          | サム                    |            |
| 2016 | アングリーバード The Angry Birds Movie                      | ステラ / エヴァ         | 声の出演   |
| 2016 | ファインディング・ドリー Finding Dory                       | スタンの妻              | 声の出演   |
| 2016 | ゴーストバスターズ Ghostbusters                             | ジリアン・ホルツマン    |            |
| 2016 | クレイジー・パーティー Office Christmas Party               | メアリー・ワイントス    |            |
| 2017 | ラフ・ナイト 史上最悪!?の独身さよならパーティー Rough Night | ピッパ                  |            |
| 2018 | 君はONLY ONE Irreplaceable You                              | ケイト                  |            |
| 2018 | バッド・スパイ The Spy Who Dumped Me                        | モーガン・フリーマン    |            |
| 2019 | イエスタデイ Yesterday                                      | デブラ・ハマー          |            |
| 2019 | スキャンダル Bombshell                                      | ジェス・カー            |            |
| 2022 | ザ・バブル The Bubble                                       | ポーラ                  |            |
| 2022 | DC がんばれ!スーパーペット DC League of Super-Pets          | ルル                    | 声の出演   |
| 2023 | バービー Barbie                                             | 変てこバービー          |            |
| 2025 | マインクラフト/ザ・ムービー A Minecraft Movie               | アレックス              |            |

### テレビ
| 年        | 邦題/原題                                           | 役名               | 備考                                      |
| --------- | --------------------------------------------------- | ------------------ | ----------------------------------------- |
| 2007-2010 | The Big Gay Sketch Show                             | 複数の役           | 計23話出演                                |
| 2012-     | サタデー・ナイト・ライブ Saturday Night Live        | 複数の役           |                                           |
| 2013      | トイ・ストーリー・オブ・テラー! Toy Story of Terror | PEZキャット        | 声の出演 短編                             |
| 2014-2015 | The Awesomes                                        | ローラ・ゴールド   | 計7話声の出演                             |
| 2015      | ファミリー・ガイ Family Guy                         | カレン・グリフィン | 計2話声の出演                             |
| 2015-     | Nature Cat                                          | スクイークス       | 声の出演                                  |
| 2016      | ザ・シンプソンズ The Simpsons                       | ヘティ             | 声の出演 第27シーズン第14話「隠れた才能」 |
| 2022      | Joe vs. Carole                                      | キャロル・バスキン | 計8話出演                                 |